# 시실리안 (1969년 영화)
《시실리안》(Le Clan Des Siciliens, The Sicilian Clan)은 프랑스에서 제작된 앙리 베르누이 감독의 1969년 드라마, 범죄 영화이다. 장 가뱅 등이 주연으로 출연하였고 자크-에릭 스트라우스 등이 제작에 참여하였다.

## 출연

### 주연
- 장 가뱅
- 알랭 들롱
- 리노 벤추라

### 조연
- 이리나 데믹
- 아메데오 나자리
- 필립프 바로네
- 카렌 블란구에르넌
- 이브스 브레인빌

## 기타
- 원작자: 어거스트 르 브레통
- 미술: 자크 솔니에
- 의상: 헬렌 누리